# Leo Hoger
Leo Hoger (* 18. Januar 1892 in Tilsit in Ostpreußen; † 20. Juni 1972 in Hamburg) war ein deutscher Schauspieler und Bühneninspizient.
Er wirkte langjährig am Ohnsorg-Theater in Hamburg. 1962 wirkte er z. B. in der Fernsehaufzeichnung Der Bürgermeisterstuhl an der Seite von Henry Vahl mit.
Als er starb, war er der älteste aktive Bühneninspizient Deutschlands.
Seine Tochter ist die Schauspielerin Hannelore Hoger, seine Enkelin die Schauspielerin Nina Hoger.